# سان لوکاس (کالیفرنیا)
سان لوکاس (به انگلیسی: San Lucas) یک منطقهٔ مسکونی در ایالات متحده آمریکا است که در شهرستان مونتری، کالیفرنیا واقع شده‌است. سان لوکاس ۱٫۰۲۱ کیلومتر مربع مساحت و ۲۶۹ نفر جمعیت دارد و ۱۲۵ متر بالاتر از سطح دریا واقع شده‌است.